# Bury (Greater Manchester)
Bury is een plaats in het bestuurlijke gebied Bury, in het Engelse graafschap Greater Manchester. De plaats telt 78.723 inwoners (2015). Vroeger behoorde Bury tot het graafschap Lancashire.

## Sport
Bury FC was de betaaldvoetbalclub van Bury en speelde in het stadion Gigg Lane. In 1900 en 1903 won Bury FC de FA Cup.

## Bekende inwoners van Bury

### Geboren
- John Kay (1704-1779), uitvinder (schietspoel)
- Robert Peel (1788-1850), politicus (premier van het Verenigd Koninkrijk)
- Peter Skellern (1947-2017), singer-songwriter
- Andy Goram (1964-2022), voetballer
- Matt Holland (1974), Iers voetballer
- Guy Garvey (1974), zanger en gitarist (Elbow)
- Gary Neville (1975), voetballer
- Phil Neville (1977), voetballer
- Gemma Atkinson (1984), actrice en model
- Ben Collett (1984), voetballer
- Kieran Trippier (1990), voetballer
- Adam Yates (1992), wielrenner
- Simon Yates (1992), wielrenner
- Ryan Tunnicliffe (1992), voetballer
- James Guy (1995), zwemmer

### Overleden
- Johnny Kidd, rockmuzikant (1935-1966)